# Denheyernaxoides
Denheyernaxoides är ett släkte av spindeldjur. Denheyernaxoides ingår i familjen Cunaxidae.
Kladogram enligt Catalogue of Life:
| Denheyernaxoides | \| \| Denheyernaxoides brevirostris \| \| \| \| \| \| Denheyernaxoides martini \| \| \| \| |
|                  | \| \| Denheyernaxoides brevirostris \| \| \| \| \| \| Denheyernaxoides martini \| \| \| \| |
|                  | Allocunaxa                                                                                 |
|                  |                                                                                            |
|                  | Armascirus                                                                                 |
|                  |                                                                                            |
|                  | Bonzia                                                                                     |
|                  |                                                                                            |
|                  | Bunaxella                                                                                  |
|                  |                                                                                            |
|                  | Coleobonzia                                                                                |
|                  |                                                                                            |
|                  | Coleoscirus                                                                                |
|                  |                                                                                            |
|                  | Cunaxa                                                                                     |
|                  |                                                                                            |
|                  | Cunaxatricha                                                                               |
|                  |                                                                                            |
|                  | Cunaxoides                                                                                 |
|                  |                                                                                            |
|                  | Dactyloscirus                                                                              |
|                  |                                                                                            |
|                  | Dunaxeus                                                                                   |
|                  |                                                                                            |
|                  | Funaxopsis                                                                                 |
|                  |                                                                                            |
|                  | Lupaeus                                                                                    |
|                  |                                                                                            |
|                  | Neocunaxoides                                                                              |
|                  |                                                                                            |
|                  | Neoscirula                                                                                 |
|                  |                                                                                            |
|                  | Orangescirula                                                                              |
|                  |                                                                                            |
|                  | Parabonzia                                                                                 |
|                  |                                                                                            |
|                  | Paracunaxoides                                                                             |
|                  |                                                                                            |
|                  | Pseudobonzia                                                                               |
|                  |                                                                                            |
|                  | Pulaeus                                                                                    |
|                  |                                                                                            |
|                  | Qunaxella                                                                                  |
|                  |                                                                                            |
|                  | Riscus                                                                                     |
|                  |                                                                                            |
|                  | Rubroscirus                                                                                |
|                  |                                                                                            |
|                  | Scirula                                                                                    |
|                  |                                                                                            |
|                  | Scutascirus                                                                                |
|                  |                                                                                            |
|                  | Scutopalus                                                                                 |
|                  |                                                                                            |
|                  | Denheyernaxoides brevirostris                                                              |
|                  |                                                                                            |
|                  | Denheyernaxoides martini                                                                   |
|                  |                                                                                            |

|  | Denheyernaxoides brevirostris |
|  |                               |
|  | Denheyernaxoides martini      |
|  |                               |